# Терра (телеканал, Україна)
«Терра» — український пізнавальний телеканал про подорожі, науку, історію і людей.

## Історія
29 квітня 2016 року телеканал «Терра» розпочав супутникове мовлення на супутнику «Astra 4A». 1 травня «Терра» перейшла до регулярного мовлення.
У червні того ж року Національна рада України з питань телебачення і радіомовлення проліцензував «Терра» від ТОВ «ТРК „Алма“». За форматом «Терра» позиціонувалася як телеканал про туризм і мандрівки.
18 жовтня 2018 року регулятор оштрафував телеканал за недотримання квот на україномовний контент. За результатами перевірки в етері «Терри» зафіксовано 60 % української мови (при нормі 75 %).

## Програми каналу
- Майстер подорожей
- Прогулянка дикою природою
- Ведмежата-мандрівники
- Магія природи
- Феєрія мандрів
- Племена
- Подорожуйте з нами
- Перехрестя живої природи
- Дива природи
- Незвичайні культури